# 米卡泞花海葵
米卡泞花海葵（学名：Ilyanthus mitchellii）为泞花海葵科泞花海葵属的动物。分布于日本，包括渤海、南海等海域，多见于泥沙中。